# 24 Minutes
Вижте пояснителната страница за други значения на 24.
„24 минути“ (на английски: 24 Minutes) е двадесет и първи епизод от 18-и сезон на „Семейство Симпсън“. Направен е изцяло във формата на „24“, като включва дори главните персонажи Джак Бауър и Клои О'Брайън, озвучени от самите Кийфър Съдърланд и Мери Лин Рейскъб. Основната сюжетна линия е, че трима местно гамени правят „смрадлива“ бомба, за да развалят училищния панаир на тортите. Срещу тях се изправят директор Скинър, Лиса Симпсън, Милхаус и самият Барт Симпсън, който е вербуван срещу опрощаване на всички минали и бъдещи бели. Четирите сюжетни линии, които се пресичат са:
- Мардж се подготвя за панаира на тортите
- Барт се изправя срещу гамените и се опитва да ги спре.
- Директор Скинър и Лиса напътсват Барт, като част от Отдела.
- Хоумър Симпсън, който пътува в една кофа за боклук, заедно с Милхаус към панайра на тортите.

В цялата конспирация за „смрадливата“ бомба обаче е намесен предател вътре в Отдела.